# Kim Jae-hwan
Kim Jae-hwan (Hangul: 김재환, n. 27 mai 1996, Seul, Coreea de Sud) este un cântăreț din Coreea de Sud, cunoscut pentru clasarea pe locul patru în Produce 101 (sezonul 2). El a fost membru și vocalist principal al trupei de băieți sud-coreene, Wanna One. Primul său album solo, Another, a fost lansat în mai 2019.

## Carieră

### Pre-debut
Kim Jae-hwan a fost semifinalist la Korea's Got Talent în 2012.     
În 2016, Jae-hwan a apărut într-o emisiune de muzică în care amatorii se confruntă cu cântăreți profesioniști, numită Vocal War: God's Voice. Acesta a ieșit câștigător cu interpretarea melodiei „ Autumn in Front of the Post Office” a lui Yoon Do-hyun.

### 2017–2018:Produce 101și Wanna One
Jae-hwan a participat ca trainee independent la emisiunea de formare a unei trupe de băieți temporare, Produce 101 sezonul 2, care s-a difuzat pe Mnet din 7 aprilie până pe 16 iunie 2017. Cu un total de 1.051.735 de voturi primite la finală, Jaehwan s-a clasat pe locul patru și a debutat în Wanna One pe 7 august 2017.
Kim și-a făcut apariția finală ca membru Wanna One la concertele lor de rămas bun „Therefore”, desfășurate în perioada 24-27 ianuarie 2019 la Gocheok Sky Dome din Seul, același loc unde trupa a debutat.

### 2019: Debutul solo
Albumul său de debut intitulat Another cu single-ul „Begin Again”, a fost lansat pe 20 mai 2019. 

## Discografie

### Albume
| Titlu   | Poziții de vârf în clasamente | Vânzări        |
| Titlu   | KOR                           | Vânzări        |
| ------- | ----------------------------- | -------------- |
| Another | 2                             | - KOR: 104,293 |

## Filmografie

### Emisiuni TV
| An   | Titlu                | Post TV | Rol       | Note                      | Ref.  |
| ---- | -------------------- | ------- | --------- | ------------------------- | ----- |
| 2017 | Produce 101 Season 2 | Mnet    | Concurent | S-a clasat pe locul patru | [ 9 ] |

## Premii și nominalizări
| An   | Premii                          | Categorie                  | Rezultat    | Ref.   |
| ---- | ------------------------------- | -------------------------- | ----------- | ------ |
| 2019 | Premiile pentru muzică Genie    | Nou Artist Masculin        | Nominalizat | [ 10 ] |
| 2019 | Premiile pentru muzică Genie    | Steaua Generației Viitoare | Câștigat    | [ 10 ] |
| 2019 | Premiile pentru muzică Soribada | Bonsang                    | Câștigat    | [ 11 ] |